# Tuczno
Tuczno (germană Tütz) este un oraș în Polonia.